# القارى الاسفل (بني العوام)

تعديل مصدري - تعديل

القارى الاسفل هي إحدى قرى عزلة بني القدمي بمديرية بني العوام التابعة لمحافظة حجة، بلغ تعداد سكانها 885 نسمة حسب تعداد اليمن لعام 2004.